# Лора (имя)
Ло́ра — женское личное имя.

## Русское личное имя
В русской традиции именования имя Лора является краткой формой некоторых женских имён (например Лариса), обретшей самостоятельность. В период послереволюционного увлечения идеологическими именами-неологизмами имя Лора переосмысливалось как аббревиатура от лозунга «Ленин, Октябрьская революция».
Иногда имя Лора используется в качестве краткой формы мужских имён (Флор, Флориан, Флорентий, Флорентин).

## Английское личное имя
В то же время Лора — общепринятый перевод на русский распространённого в англоязычном мире имени Laura. Последнее представляет собой латинизированное женское парное имя к мужскому имени лат. Laurus (образованное от названия лавра; аналог мужского имени в русском именослове — Лавр).
Имя Laura (Лаура) в католической традиции соотносится с испанской преподобномученицей Лаурой (IX век). В Западной Европе имя получило распространение в эпоху Возрождения благодаря творчеству итальянского поэта Франческо Петрарки: Лаура, возлюбленная поэта, стала адресатом его многочисленных сонетов. В Англии имя Laura (Лора) популярно с XIX века, когда оно, вероятно, и было заимствовано из итальянского в качестве реального личного имени. Пик популярности имени пришёлся на последние десятилетия XX века: в 1984 году в Англии и Уэльсе имя фиксировалось на 2-м месте в десятке самых популярных женских имён, в 1994 году имя сместилось на 9-е место списка.